# رایانگ چون-هوا
رایانگ چون هوا (به انگلیسی: Ryang Chun-Hwa) زاده ۱۲ ژوئن ۱۹۹۱ است. او وزنه بردار کشور کره شمالی است.